# Big Rapids, Michigan
Big Rapids este o localitate, municipalitate și sediul comitatului Mecosta, statul Michigan, Statele Unite ale Americii.